# Ian Chubb
 (janvier 2024).
Si vous disposez d'ouvrages ou d'articles de référence ou si vous connaissez des sites web de qualité traitant du thème abordé ici, merci de compléter l'article en donnant les références utiles à sa vérifiabilité et en les liant à la section « Notes et références ».
Ian William Chubb (né le 17 octobre 1943) est un neuroscientifique et universitaire australien, scientifique en chef de l'Australie du 23 mai 2011 au 22 janvier 2016.

## Carrière
Il est titulaire d'une maîtrise en sciences, d'un doctorat en philosophie de l'université d'Oxford, de doctorats honorifiques de l'université Flinders, de l'université Charles-Darwin, de l'université nationale australienne, de l'université Monash, de l'Université Sunshine Coast et de l'université de Melbourne.
Il est vice-chancelier adjoint de l'université de Wollongong de 1986 à 1990, vice-chancelier adjoint principal de l'université Monash de 1993 à 1995) et vice-chancelier de l'université Flinders de 1995 à 2000.
En 1999, il est nommé officier de l'ordre d'Australie « pour avoir contribué au développement de la politique de l'enseignement supérieur et à sa mise en œuvre aux niveaux local, national et international, en tant qu'administrateur dans le secteur de l'enseignement supérieur, et pour avoir effectué des recherches, en particulier dans le domaine des neurosciences ».
En 2001, il reçoit la médaille du Centenaire « pour services rendus à la société australienne à travers l'enseignement supérieur et l'administration universitaire ». En 2006, il est nommé Compagnon de l'Ordre « pour service rendu à l'enseignement supérieur, y compris la politique de recherche et de développement dans la poursuite de l'avancement de l'intérêt national sur les plans social, économique, culturel et environnemental, et pour la facilitation d'une économie mondiale basée sur la connaissance ».
Il est vice-chancelier de l'université nationale australienne de 2001 à 2011.
Il est un ancien président du Comité des vice-chanceliers australiens, et président de l'Alliance internationale des universités de recherche (2006-2009).
En avril 2011, il est annoncé comme scientifique en chef de l'Australie à la suite de la démission de Penny Sackett de ce poste.
Nommé Australian of the Year 2011, il est reconnu pour trois décennies de services rendus à l'enseignement supérieur et à la gouvernance universitaire en Australie et à l'échelle internationale.
En 2012, il est nommé membre du conseil d'administration de la Climate Change Authority.
Le mandat de Chubb en tant que scientifique en chef a pris fin le 22 janvier 2016. Alan Finkel est nommé pour le remplacer.
En 2022, le gouvernement albanais commande un examen indépendant des unités australiennes de crédit carbone, dont le rapport a été publié en décembre 2022. Le panel indépendant est composé du professeur Ian Chubb (président), du Dr Annabelle Bennett, de Mme Ariadne Gorring et du Dr Stephen Hatfield Dodds.